# ぱじゃまソフト
ぱじゃまソフトは株式会社ぺんしるのアダルトゲームブランドである。処女作品は『プリズム・ハート』。この作品には作中に登場する懐中時計が付属していた。新作に関してはユーザー登録をすると「ぱじゃまちゃんるーむ」という登録をした作品に関するファンディスクをもらえることがある。
子ブランドとして「ぷちぱじゃま」も展開しており、こちらは低価格で手軽なゲームを目的としている。また、分家ブランドとしてbootUP!やLillianがある。

## 作品
子ブランド・分家ブランドはぺんしる参照
- 2000年10月6日 - プリズム・ハート (初回版/通常版)
  - 2001年4月27日 - ぷりずむ・ぼっくす
  - 2008年1月25日 - プリズム・ハート DVD版
- 2001年11月22日 - パンドラの夢 初回限定版
  - 2002年1月25日 - パンドラの夢 特別パッケージDVD-ROM版
  - 2002年5月24日 - パンドラのびっくり箱 (特別パッケージ/通常版)
- 2002年9月20日 - ぱにっく!! けろけろ王国
- 2003年2月28日 - パティシエなにゃんこ CD-ROM初回特典版
  - 2003年3月28日 - パティシエなにゃんこ DVD-ROM版
  - 2010年10月29日 - パティシエなにゃんこ Standard Edition
- 2003年12月12日 - PIZZICATO POLKA 〜彗星幻夜〜 (特別パッケージ版/初回限定版)
- 2004年6月25日 - 奥さまは巫女?R
- 2005年5月27日 - プリンセスうぃっちぃず (初回限定版/通常版)
  - 2006年4月28日 - プリンセスうぃっちぃず EXCELLENT
- 2006年8月25日 - プリズム・アーク 〜プリズム・ハート エピソード2〜 豪華初回版
  - 2006年9月22日 - プリズム・アーク 〜プリズム・ハート エピソード2〜 通常版
  - 2007年3月2日 - プリズム・アーク リマスター版
  - 2008年1月25日 - プリズム・アーク らぶらぶマキシマム！～プリズム・ハート 2.5～
  - 2014年12月26日 - プリズム・アーク リマスター版 Standard Edition
- 2007年8月24日 - ピアノの森の満開の下
- 2010年8月27日 - プリズム☆ま〜じカル 〜 PRISM Generations! 〜
  - 2010年12月29日 - プリズム☆ま〜じカル 迷える子羊といけにえの山羊
  - 2014年12月26日 - プリズム☆ま〜じカル Standard Edition
- 2013年1月25日 - 夏の終わりのニルヴァーナ
- 2014年4月25日 - 恋愛は〜れむ 〜大好きって言わせて〜
- 2014年12月26日 - プリズム・プリンセス〜ふたりの姫騎士と股間の紋章〜 (初回限定版/プリズムセット)

## 主なスタッフ
プロデューサー
- 港香（2025年退職[2]）

原画、グラフィック、プロデューサー
- 大野哲也（2025年退職[2]）

シナリオ
- いこらいざ
- 亜麻矢幹（旧名：まろにぃ）

外部スタッフ
- 鏡裕之（旧名：和泉時彦）
- 娘太丸（2007年夏ぱじゃまソフトを退社。現在は外注となっている。）